# Davy Tissot
Pour les articles homonymes, voir Tissot.
Davy Tissot est un chef cuisinier français de renommée internationale, reconnu pour son excellence et son innovation culinaire. Il s’est formé auprès de grands chefs tels que Paul Bocuse, Roger Jaloux, Philippe Gauvreau qui lui ont transmis rigueur et passion pour la haute cuisine.  
En 2004, il obtient le titre de Meilleur Ouvrier de France, consacrant son savoir-faire d’exception. Il dirige ensuite les cuisines de la Villa Florentine à Lyon, où il décroche une étoile Michelin. 
En 2021, il remporte le prestigieux Bocuse d'Or, fruit d’un entraînement rigoureux et d’un profond respect des produits et du terroir français. Aujourd’hui, il consacre sa carrière à la transmission et à l'innovation gastronomique en tant que président du Comité International du Bocuse d’Or et chef ambassadeur de l’Institut Lyfe. Il inspire et forme les nouvelles générations de chefs, tout en promouvant une gastronomie durable et créative. 

## Enfance
Davy Tissot est un chef cuisinier français né en 1973 à Lyon. Dès son enfance, il se passionne pour la gastronomie et développe un goût prononcé pour l'excellence culinaire. Il grandit dans un environnement où la cuisine occupe une place importante, ce qui nourrit son ambition de devenir un jour un chef reconnu. Son appétit pour l'apprentissage et son exigence personnelle le poussent à suivre une formation rigoureuse pour atteindre ses objectifs. 

## Formation
Davy Tissot se forme auprès de grands noms de la gastronomie française. Il effectue son apprentissage auprès de Paul Bocuse, Roger Jaloux et Philippe Gauvreau, des chefs qui lui inculquent la rigueur et l'exigence du métier. Il affine ensuite ses techniques en travaillant avec des figures emblématiques telles que Paul Bocuse, qui lui transmettent leur savoir-faire et leur vision de la haute cuisine. 
Grâce à ces expériences, il développe une cuisine précise, audacieuse et profondément enracinée dans la tradition française tout en étant ouverte aux influences contemporaines. 

## MOF, étoile et Bocuse d'Or
En 2004, il est sacré Meilleur Ouvrier de France, une reconnaissance qui atteste de son talent exceptionnel et de sa maîtrise des techniques culinaires. Cette distinction marque un tournant dans sa carrière et le propulse au rang des figures incontournables de la haute gastronomie. Après cette consécration, il dirige les cuisines de la Villa Florentine à Lyon, où il obtient une étoile Michelin. Son travail au sein de cet établissement confirme son statut de chef d'exception et lui permet d'affiner encore davantage son style. 
Fort de cette expérience et animé par une volonté constante de repousser les limites de son art, il se lance dans la compétition du Bocuse d'Or. En 2019, il est sélectionné pour représenter la France et s'entoure d'une équipe de haut niveau pour relever ce défi prestigieux. Pendant plusieurs mois, il s'entraîne avec une rigueur extrême, peaufinant chaque détail de ses créations pour atteindre la perfection. En 2021, il remporte le Bocuse d'Or, la plus haute distinction culinaire internationale. Ce succès est le résultat d'une préparation intense et d'une quête permanente de l'excellence, illustrant son profond respect des produits, son sens aigu de l'équilibre et sa capacité à sublimer le terroir français. 

## Carrière
Apprenti au lycée Hélène-Boucher à Vénissieux.
Il détient le titre de Meilleur ouvrier de France depuis 2004. 
De 2004 à 2016, il est chef du restaurant étoilé de la Villa Florentine, Les Terrasses de Lyon.
Il travaille de 2016 à 2019 dans le restaurant étoilé Saisons, à Écully dans le Rhône.
En 2019, il remporte le Bocuse d'or France. Il termine à la sixième place du concours à l'échelle européenne la même année.
En 2021, il remporte le Bocuse d'or,. Il est le premier lyonnais à remporter l'épreuve et le premier français depuis la consécration de Thibaut Ruggeri en 2013.

## Transmission
Aujourd'hui, Davy Tissot continue d'influencer le monde de la gastronomie en tant que président du Comité International du Bocuse d'Or et ambassadeur de l'Institut Lyfe (anciennement Institut Paul Bocuse). Son engagement va au-delà de la cuisine : il veille à transmettre son savoir-faire et ses valeurs d'exigence, de partage et de créativité aux nouvelles générations. Attaché à la formation des jeunes chefs, il les encourage à repousser leurs limites et à adopter une vision durable de la gastronomie, favorisant les circuits courts et le respect de la nature. 
Davy Tissot incarne ainsi l'excellence culinaire française et demeure une figure emblématique de la transmission et de l'innovation dans le domaine de la haute cuisine. 